# Josep Lluís Sert i López
|  | Per a altres significats, vegeu «Sert». |

Josep Lluís Sert i López   (Barcelona, 1 de juliol de 1902 - Barcelona, 15 de març de 1983) fou un arquitecte i urbanista català que pren part en el corrent de l'arquitectura racionalista i un dels artífex del GATCPAC.

## Biografia
Era fill de Francesc de Paula Sert i Badia, que el 1904 va rebre el títol de comte de Sert de mans d'Alfons XIII, i de Genara López Díaz de Quijano, néta de Claudio López y López, germà del primer marquès de Comillas. Interessat des de ben jove per l'obra de l'arquitecte Antoni Gaudí i del seu oncle, el pintor Josep Maria Sert i Rius, va estudiar a l'Escola Tècnica Superior d'Arquitectura de Barcelona, on va aconseguir el títol d'arquitecte el 1929.
El 1926 viatjà a París, ciutat on conegué l'obra de Le Corbusier, i el 1929 s'incorporà al seu estudi sense cobrar, on hi col·laborà diversos anys. El 1930 començà a projectar els primers edificis, que reflectien ja el color blanc i la profusió per la llum, caràcter eminentment mediterrani. Edificis de clara tendència racionalista, que eludeixen qualsevol ornament o element innecessari. D'aquest període destaquen el Dispensari Antituberculós i l'edifici d'habitatges del carrer de Muntaner, 342, ambdós a Barcelona. En aquest edifici, acabat el 1931, hi va viure fins al 1939, any que s'exilià a París, on va conèixer Moncha, filla de la portera, amb qui es va casar.
L'any 1929 prengué part en la constitució del Grup d'Artistes i Tècnics Catalans per al Progrés de l'Arquitectura Contemporània (GATCPAC), amb l'objectiu de promoure les bases de l'arquitectura moderna al país. Durant aquest període va publicar la revista AC. Documentos de Actividad Contemporánea i va assistir a les primeres reunions del CIAM (Congrés Internacional d'Arquitectura Moderna) que va presidir entre 1947 i 1956. Durant aquests, anys va dur a terme projectes d'àmbit molt divers, destaquen la casa de vacances al Garraf (1935), el dispensari central de Barcelona (1935) i el Pla Director de la Ciutat de Barcelona o Pla Macià (1933-1935, conjuntament amb el GATCPAC i Le Corbusier però no realitzat).

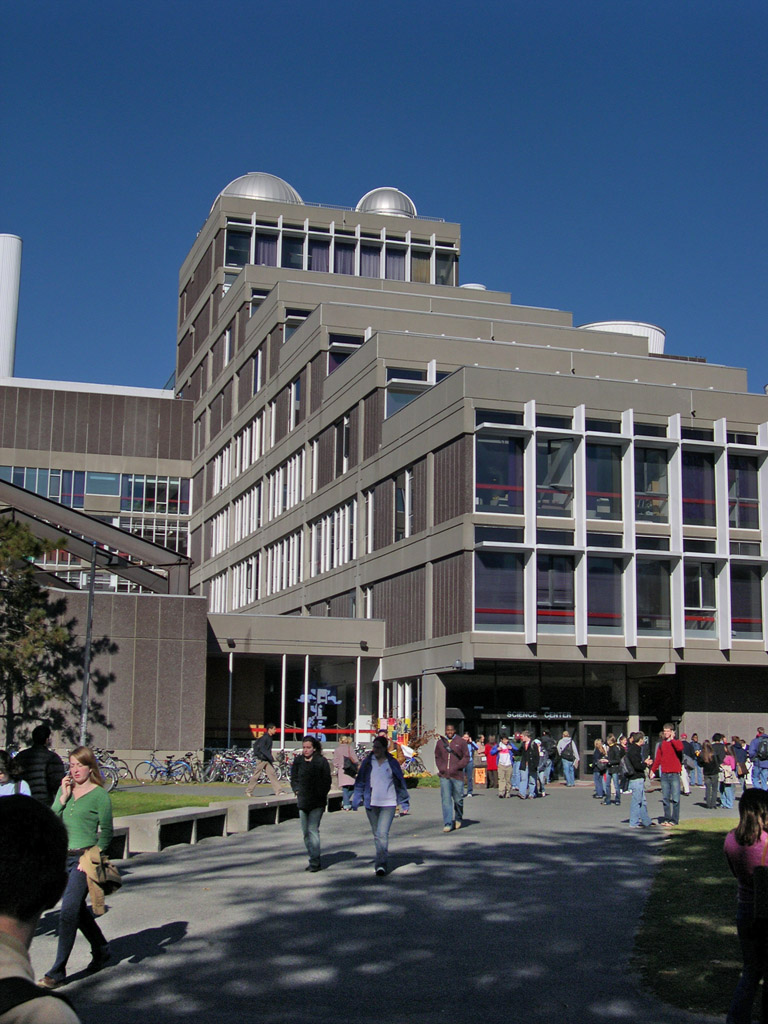
Science Center, Universitat Harvard, Cambridge, Massachusetts, EUA.

El 1937 va projectar el Pavelló de la República Espanyola per a l'Exposició Universal de París, al costat del pavelló de l'Alemanya Nazi, mentre encara durava la lluita en territori espanyol i l'aviació alemana acabava de bombardejar Guernica. Sert va confiar als seus amics artistes Picasso, Miró i Calder el contingut artístic del pavelló; La contribució de Picasso va ser el Guernica, que va esdevenir centre d'atenció de l'obra de Sert.
En finalitzar la Guerra Civil, va ser represaliat pel govern franquista i inhabilitat per a la pràctica de l'exercici professional. L'any 1939 es va exiliar a Nova York, on creà, juntament amb altres arquitectes el Town Planning Associates, estudi d'arquitectura que projectà diversos plans urbanístics entre els quals, un pla pilot per a la ciutat de l'Havana.
El 1952 va ocupar una plaça anual de Professor Visitant a la Universitat Yale. L'any següent va ser designat degà de l'Escola de Disseny de Harvard, càrrec que va exercir fins al 1969, i on va iniciar el primer programa del món en planejament urbà; integrava els programes d'arquitectura, urbanisme, paisatgisme i plantejament.
L'any 1955 va fundar amb diversos socis un nou despatx d'arquitectura a Cambridge, Massachusetts, i el 1958 es va associar amb Huson Jackson i Ronald Gourley. l'estudi a projectar edificis de renom important, entre ells la Fundació Maeght (1959-1964), l'Estudi Miró (1975), el Holyoke Centre a Cambridge (1958-1965), el Harvard Science Center (1969-1972), un campus de la Universitat de Boston (1960-1965): el complex, a la riba del riu Charles, consisteix en: la torre de Dret Pappas Law Tower (escoles de Dret i de Pedagogia); la Biblioteca Mugar; una sala de calderes (Central Boiler Plant i el casal d'estudiants George Sherman Student Union. També a Boston, va fer dues edificis de residències d'estudiants per a la universitat de MIT, la segona amb la firma de Sert, Jackson & Associates.
L'any 1961 va demanar a le Corbusier que realitzés l'encàrrec del Carpenter Center for the Visual Arts, l'únic que l'arquitecte va realitzar als Estats Units d'Amèrica.
L'any 1976 fou guardonat amb la Medalla d'Or de l'Acadèmia d'Arquitectura de França, i el 1981 amb la Medalla d'Or d'Arquitectura concedida pel Col·legi d'Arquitectes d'Espanya. Aquell mateix any fou guardonat amb la Medalla d'Or de la Generalitat de Catalunya.

## Obres representatives
| Obra                                                    | Cronologia  | Adreça                                             | Població                         | Imatge                                  |
| ------------------------------------------------------- | ----------- | -------------------------------------------------- | -------------------------------- | --------------------------------------- |
| Edifici d'Habitatges Rosselló                           | 1929        | Rosselló, 36                                       | Barcelona                        | Rosselló 36                             |
| Casa Duclós                                             | 1930        | Ceán Bermúdez, 5                                   | Sevilla                          |                                         |
| Casa d'Habitatges Josefa López                          | 1930-1931   | Muntaner, 342                                      | Barcelona                        |                                         |
| Casa Bloc                                               | 1932-1937   | Pg. Torras i Bages, 103                            | Barcelona                        |                                         |
| Joieria J. Roca (actualment, Boutique Rolex)            | 1934        | Passeig de Gràcia, 18                              | Barcelona                        |                                         |
| Dispensari Antituberculós                               | 1934-1938   | Ptge. Sant Bernat, 10                              | Barcelona                        |                                         |
| Escoles de la Carrerada                                 | 1934        | Passeig de la Carrerada-Rambla del Mestre Pere Pou | Palau-solità i Plegamans         |                                         |
| Projecte Ciutat de Repòs i de Vacances                  | 1934        | Zona costanera                                     | Viladecans, Gavà i Castelldefels | No construït. Fotomuntatge d'unes cases |
| Cases per al cap de setmana Garraf                      | 1935        |                                                    | Garraf                           | Obra desapareguda. Fotos de l'època     |
| Pavelló Sert                                            | 1935-1937   | Camí de Can Nadal                                  | Arenys de Mar                    |                                         |
| Col·legi Els Convents                                   | 1935-1940   | Avinguda de Vicenç Ros                             | Martorell                        |                                         |
| Pavelló de la República                                 | 1937        | Exposició Internacional de París de 1937           | París                            | Foto de 1937                            |
| Pavelló de la República (Reproducció pòstuma de 1992)   | 1992        | Av. Cardenal Vidal i Barraquer, 34                 | Barcelona                        |                                         |
| (Antiga) Ambaixada dels Estats Units a l' Iraq          | 1955 - 1960 |                                                    | Bagdad, Iraq                     |                                         |
| Estudi de Joan Miró                                     | 1956        | Fundació Pilar i Joan Miró                         | Palma                            |                                         |
| Casa Sert                                               | 1957-1958   | 64 Francis Avenue                                  | Cambridge (Massachusetts), EUA   | Foto actual                             |
| Holyoke Center                                          | 1958-1965   | Universitat Harvard                                | Cambridge (Massachusetts), EUA   |                                         |
| Fundació Maeght                                         | 1959 - 1964 | Chemin des Gardettes, 623                          | Saint-Paul de Vence, França      |                                         |
| Centre d'Estudi de les Religions del Món                | 1960        | Universitat Harvard                                | Cambridge (Massachusetts), EUA   |                                         |
| Peabody Terrace (Apartaments per estudiants de Harvard) | 1962-1964   | Universitat Harvard                                | Cambridge (Massachusetts), EUA   |                                         |
| Campus de la Universitat de Boston                      | 1960 - 1967 | Universitat de Boston                              | Boston, EUA                      |                                         |
| Carmel de la Paix                                       | 1968 - 1972 | Chaumont                                           | Mazille (Saona i Loira), França  |                                         |
| Fundació Joan Miró                                      | 1972-1975   | Parc de Montjuïc s/n                               | Barcelona                        |                                         |
| Les Escales Park                                        | 1973        | Sor Eulàlia d'Anzizu, 46                           | Barcelona                        | Fotografia                              |
| Science Center                                          | 1973        | Universitat Harvard                                | Cambridge (Massachusetts), EUA   |                                         |
| Residència d'estudiants MIT (New House)                 | 1973        | MIT                                                | Boston, EUA                      |                                         |
| Projecte Seu central de Caixa Catalunya                 | 1976        | Avinguda Diagonal / Tuset                          | Barcelona                        | No construït                            |
| Edifici Eastwood                                        | 1976        | 510-580 Main Street (Roosevelt Island)             | Nova York, EUA                   |                                         |
| La Porta Catalana                                       | 1977        | Autopista AP-7, km 6                               | La Jonquera, Girona              | Fotografia                              |